# Campeonato FIBA Américas Sub-16 de 2009
El Campeonato FIBA Américas Sub-16 de 2009 fue la 1ª edición del torneo de baloncesto organizado por FIBA Américas el torneo más importante a nivel de Americano para selecciones menores de 16 años. Se realizó en el Polideportivo Vicente Polimeni en la ciudad de Las Heras, en el departamento del mismo nombre en la provincia de Mendoza en (Argentina), del 17 al 21 de junio de 2009 y entregó tres plazas al mundial de baloncesto sub-17 2010

## Selecciones participantes
- Norteamérica:
  -  Estados Unidos
  -  Canadá
- Centroamérica y el Caribe:
  -  Bahamas
  -  México
  -  Puerto Rico
- Sudamérica:
  -  Argentina (Sede)
  -  Brasil
  -  Venezuela

## Primera fase

### Grupo A
|   | Equipo         | Pts | J | G | P | PF  | PC  | Dif  |
| - | -------------- | --- | - | - | - | --- | --- | ---- |
| 1 | Estados Unidos | 6   | 3 | 3 | 0 | 338 | 231 | +107 |
| 2 | Venezuela      | 5   | 3 | 2 | 1 | 244 | 241 | +3   |
| 3 | Puerto Rico    | 4   | 3 | 1 | 2 | 237 | 294 | -57  |
| 4 | Brasil         | 3   | 3 | 0 | 3 | 221 | 274 | -53  |

| 17 de junio, 14:00                    | Puerto Rico                           | 81 - 87                               | Venezuela                               |  |
| Reporte                               |                                       |                                       |                                         |  |
| Parciales: 19-19, 15-27, 24-24, 23-17 | Parciales: 19-19, 15-27, 24-24, 23-17 | Parciales: 19-19, 15-27, 24-24, 23-17 | Polideportivo Vicente Polimeni, Mendoza |  |
| Gary Browne 21 puntos                 | Pts                                   | Michael Alberto Carrera 26 puntos     | Polideportivo Vicente Polimeni, Mendoza |  |
| Gary Browne 7 rebotes                 | Rebs                                  | Michael Alberto Carrera 19 rebotes    | Polideportivo Vicente Polimeni, Mendoza |  |
| Gary Browne 2 asistencias             | Asists                                | Freddy Alejandro Torres 8 asistencias | Polideportivo Vicente Polimeni, Mendoza |  |

| 17 de junio, 18:00                    | Brasil                                | 82 - 110                              | Estados Unidos                          |  |
| Reporte                               |                                       |                                       |                                         |  |
| Parciales: 15-26, 22-28, 21-20, 24-36 | Parciales: 15-26, 22-28, 21-20, 24-36 | Parciales: 15-26, 22-28, 21-20, 24-36 | Polideportivo Vicente Polimeni, Mendoza |  |
| Gustavo Scaglia 16 puntos             | Pts                                   | Adonis Michael Thomas 21 puntos       | Polideportivo Vicente Polimeni, Mendoza |  |
| Eduardo Guimaraes 6 rebotes           | Rebs                                  | Andre Drummond 11 rebotes             | Polideportivo Vicente Polimeni, Mendoza |  |
| Leonardo Simoes 2 asistencias         | Asists                                | Quinn Cook 8 asistencias              | Polideportivo Vicente Polimeni, Mendoza |  |

| 18 de junio, 14:00                    | Venezuela                             | 76 - 102                              | Estados Unidos                          |  |
| Reporte                               |                                       |                                       |                                         |  |
| Parciales: 21-26, 13-22, 18-26, 24-28 | Parciales: 21-26, 13-22, 18-26, 24-28 | Parciales: 21-26, 13-22, 18-26, 24-28 | Polideportivo Vicente Polimeni, Mendoza |  |
| Michael Alberto Carrera 21 puntos     | Pts                                   | Quinn Cook 22 puntos                  | Polideportivo Vicente Polimeni, Mendoza |  |
| Michael Alberto Carrera 17 rebotes    | Rebs                                  | Johnny O'Bryant 14 rebotes            | Polideportivo Vicente Polimeni, Mendoza |  |
| Freddy Alejandro Torres 3 asistencias | Asists                                | Adonis Michael Thomas 3 asistencias   | Polideportivo Vicente Polimeni, Mendoza |  |

| 18 de junio, 18:00                    | Brasil                                | 81 - 83                               | Puerto Rico                             |  |
| Reporte                               |                                       |                                       |                                         |  |
| Parciales: 22-19, 22-12, 13-29, 24-23 | Parciales: 22-19, 22-12, 13-29, 24-23 | Parciales: 22-19, 22-12, 13-29, 24-23 | Polideportivo Vicente Polimeni, Mendoza |  |
| Giovanni Martini 17 puntos            | Pts                                   | Gary Browne 32 puntos                 | Polideportivo Vicente Polimeni, Mendoza |  |
| Giovanni Martini 10 rebotes           | Rebs                                  | Gary Browne 10 rebotes                | Polideportivo Vicente Polimeni, Mendoza |  |
| Gustavo Scaglia 5 asistencias         | Asists                                | Carmelo Betancourt 2 asistencias      | Polideportivo Vicente Polimeni, Mendoza |  |

| 19 de junio, 14:00                    | Venezuela                            | 81 - 58                              | Brasil                                  |  |
| Reporte                               |                                      |                                      |                                         |  |
| Parciales: 14-18, 24-8, 28-15, 15-17  | Parciales: 14-18, 24-8, 28-15, 15-17 | Parciales: 14-18, 24-8, 28-15, 15-17 | Polideportivo Vicente Polimeni, Mendoza |  |
| Anthony Pérez 22 puntos               | Pts                                  | Gustavo Scaglia 16 puntos            | Polideportivo Vicente Polimeni, Mendoza |  |
| Michael Alberto Carrera 15 rebotes    | Rebs                                 | Gustavo Scaglia 8 rebotes            | Polideportivo Vicente Polimeni, Mendoza |  |
| Freddy Alejandro Torres 4 asistencias | Asists                               | Leonardo Simoes 4 asistencias        | Polideportivo Vicente Polimeni, Mendoza |  |

| 19 de junio, 18:00                    | Estados Unidos                        | 126 - 73                              | Puerto Rico                             |  |
| Reporte                               |                                       |                                       |                                         |  |
| Parciales: 26-21, 30-12, 33-19, 37-21 | Parciales: 26-21, 30-12, 33-19, 37-21 | Parciales: 26-21, 30-12, 33-19, 37-21 | Polideportivo Vicente Polimeni, Mendoza |  |
| Bradley Beal 18 puntos                | Pts                                   | Gary Browne 16 puntos                 | Polideportivo Vicente Polimeni, Mendoza |  |
| Johnny O'Bryant 6 rebotes             | Rebs                                  | Gary Browne 6 rebotes                 | Polideportivo Vicente Polimeni, Mendoza |  |
| Quinn Cook 8 asistencias              | Asists                                | Luis Roberto Flores 4 asistencias     | Polideportivo Vicente Polimeni, Mendoza |  |

### Grupo B
|   | Equipo    | Pts | J | G | P | PF  | PC  | Dif |
| - | --------- | --- | - | - | - | --- | --- | --- |
| 1 | Argentina | 6   | 3 | 3 | 0 | 277 | 188 | +89 |
| 2 | Canadá    | 5   | 3 | 2 | 1 | 259 | 200 | +59 |
| 3 | México    | 4   | 3 | 1 | 2 | 163 | 247 | -84 |
| 4 | Bahamas   | 3   | 3 | 0 | 3 | 214 | 278 | -64 |

| 17 de junio, 14:00                   | Canadá                               | 90 - 44                              | México                                  |  |
| Reporte                              |                                      |                                      |                                         |  |
| Parciales: 25-11, 21-8, 17-14, 27-11 | Parciales: 25-11, 21-8, 17-14, 27-11 | Parciales: 25-11, 21-8, 17-14, 27-11 | Polideportivo Vicente Polimeni, Mendoza |  |
| Kevin Pangos 18 puntos               | Pts                                  | Raul Borquez 13 puntos               | Polideportivo Vicente Polimeni, Mendoza |  |
| Anthony Bennett 10 rebotes           | Rebs                                 | Ruben Uzziel Regalado 6 rebotes      | Polideportivo Vicente Polimeni, Mendoza |  |
| Kevin Pangos 3 asistencias           | Asists                               | Luis Carlos Treviño 3 asistencias    | Polideportivo Vicente Polimeni, Mendoza |  |

| 17 de junio, 20:30                   | Argentina                            | 106 - 72                             | Bahamas                                 |  |
| Reporte                              |                                      |                                      |                                         |  |
| Parciales: 28-4, 15-18, 30-22, 33-28 | Parciales: 28-4, 15-18, 30-22, 33-28 | Parciales: 28-4, 15-18, 30-22, 33-28 | Polideportivo Vicente Polimeni, Mendoza |  |
| Matias Bortolin 22 puntos            | Pts                                  | Michael Carey 27 puntos              | Polideportivo Vicente Polimeni, Mendoza |  |
| Joaquin Tuero 8 rebotes              | Rebs                                 | Michael Carey 10 rebotes             | Polideportivo Vicente Polimeni, Mendoza |  |
| Joaquin Tuero 8 asistencias          | Asists                               | Michael Carey 5 asistencias          | Polideportivo Vicente Polimeni, Mendoza |  |

| 18 de junio, 16:00                   | Bahamas                              | 69 - 88                              | Canadá                                  |  |
| Reporte                              |                                      |                                      |                                         |  |
| Parciales: 6-32, 19-16, 29-19, 15-21 | Parciales: 6-32, 19-16, 29-19, 15-21 | Parciales: 6-32, 19-16, 29-19, 15-21 | Polideportivo Vicente Polimeni, Mendoza |  |
| Michael Carey 21 puntos              | Pts                                  | Negus Webster-Chan 23 puntos         | Polideportivo Vicente Polimeni, Mendoza |  |
| Michael Carey 10 rebotes             | Rebs                                 | David Robert Wagner 8 rebotes        | Polideportivo Vicente Polimeni, Mendoza |  |
| Michael Carey 4 asistencias          | Asists                               | Kevin Pangos 5 asistencias           | Polideportivo Vicente Polimeni, Mendoza |  |

| 18 de junio, 20:00                  | México                              | 35 - 84                             | Argentina                               |  |
| Reporte                             |                                     |                                     |                                         |  |
| Parciales: 11-18, 4-22, 9-24, 11-20 | Parciales: 11-18, 4-22, 9-24, 11-20 | Parciales: 11-18, 4-22, 9-24, 11-20 | Polideportivo Vicente Polimeni, Mendoza |  |
| Raul Borquez 11 puntos              | Pts                                 | Tomas Zanzottera 16 puntos          | Polideportivo Vicente Polimeni, Mendoza |  |
| Raul Borquez 8 rebotes              | Rebs                                | Pablo Alderete 12 rebotes           | Polideportivo Vicente Polimeni, Mendoza |  |
| Raul Borquez 2 asistencias          | Asists                              | Luciano Massarelli 5 asistencias    | Polideportivo Vicente Polimeni, Mendoza |  |

| 19 de junio, 16:00                              | Bahamas                                         | 73 - 84                                         | México                                  |  |
| Reporte                                         |                                                 |                                                 |                                         |  |
| Parciales: 13-15, 17-15, 16-14, 19-21 OT1= 8-19 | Parciales: 13-15, 17-15, 16-14, 19-21 OT1= 8-19 | Parciales: 13-15, 17-15, 16-14, 19-21 OT1= 8-19 | Polideportivo Vicente Polimeni, Mendoza |  |
| Michael Carey 26 puntos                         | Pts                                             | Jose Erick Vega 21 puntos                       | Polideportivo Vicente Polimeni, Mendoza |  |
| Wanaah King Bail 16 rebotes                     | Rebs                                            | Ruben Uzziel Regalado 12 rebotes                | Polideportivo Vicente Polimeni, Mendoza |  |
| Michael Carey 4 asistencias                     | Asists                                          | Raul Borquez 3 asistencias                      | Polideportivo Vicente Polimeni, Mendoza |  |

| 19 de junio, 20:00                              | Argentina                                       | 87 - 81                                         | Canadá                                  |  |
| Reporte                                         |                                                 |                                                 |                                         |  |
| Parciales: 23-23, 17-18, 19-17, 17-18 OT1= 11-5 | Parciales: 23-23, 17-18, 19-17, 17-18 OT1= 11-5 | Parciales: 23-23, 17-18, 19-17, 17-18 OT1= 11-5 | Polideportivo Vicente Polimeni, Mendoza |  |
| Carlos Benítez Gavilán 17 puntos                | Pts                                             | Anthony Bennett 24 puntos                       | Polideportivo Vicente Polimeni, Mendoza |  |
| Matias Bortolin 11 rebotes                      | Rebs                                            | Anthony Bennett 11 rebotes                      | Polideportivo Vicente Polimeni, Mendoza |  |
| Luciano Massarelli 3 asistencias                | Asists                                          | Kevin Pangos 5 asistencias                      | Polideportivo Vicente Polimeni, Mendoza |  |

### 5 al 8 lugar
| 20 de junio, 14:00                    | Puerto Rico                           | 82 - 74                               | Bahamas                                 |  |
| Reporte                               |                                       |                                       |                                         |  |
| Parciales: 19-15, 10-23, 24-16, 29-20 | Parciales: 19-15, 10-23, 24-16, 29-20 | Parciales: 19-15, 10-23, 24-16, 29-20 | Polideportivo Vicente Polimeni, Mendoza |  |
| Carmelo Betancourt 22 puntos          | Pts                                   | Michael Carey 23 puntos               | Polideportivo Vicente Polimeni, Mendoza |  |
| Kevin A Ramiu 13 rebotes              | Rebs                                  | Wanaah King Bail 23 rebotes           | Polideportivo Vicente Polimeni, Mendoza |  |
| Carmelo Betancourt 3 asistencias      | Asists                                | Michael Carey 2 asistencias           | Polideportivo Vicente Polimeni, Mendoza |  |

| 20 de junio, 16:00                              | México                                          | 80 - 83                                         | Brasil                                  |  |
| Reporte                                         |                                                 |                                                 |                                         |  |
| Parciales: 24-15, 17-19, 19-14, 13-25 OT1= 7-10 | Parciales: 24-15, 17-19, 19-14, 13-25 OT1= 7-10 | Parciales: 24-15, 17-19, 19-14, 13-25 OT1= 7-10 | Polideportivo Vicente Polimeni, Mendoza |  |
| Raul Borquez 29 puntos                          | Pts                                             | Murilo Nocetti 20 puntos                        | Polideportivo Vicente Polimeni, Mendoza |  |
| Oscar Armando Murillo 7 rebotes                 | Rebs                                            | Igor Avelino 7 rebotes                          | Polideportivo Vicente Polimeni, Mendoza |  |
| Sergio Alejandro Panduro 4 asistencias          | Asists                                          | Gustavo Scaglia 3 asistencias                   | Polideportivo Vicente Polimeni, Mendoza |  |

### Partido por el 7 lugar
| 21 de junio, 12:00                             | Bahamas                                        | 87 - 83                                        | México                                  |  |
| Reporte                                        |                                                |                                                |                                         |  |
| Parciales: 21-21, 21-12, 24-25, 8-16 OT1: 13-9 | Parciales: 21-21, 21-12, 24-25, 8-16 OT1: 13-9 | Parciales: 21-21, 21-12, 24-25, 8-16 OT1: 13-9 | Polideportivo Vicente Polimeni, Mendoza |  |
| Wanaah King Bail 30 puntos                     | Pts                                            | Ernesto Joshua Quintero 19 puntos              | Polideportivo Vicente Polimeni, Mendoza |  |
| Wanaah King Bail 18 rebotes                    | Rebs                                           | Ruben Uzziel Regalado 6 rebotes                | Polideportivo Vicente Polimeni, Mendoza |  |
| Michael Carey 6 asistencias                    | Asists                                         | Raul Borquez 4 asistencias                     | Polideportivo Vicente Polimeni, Mendoza |  |

### Partido por el 5 lugar
| 21 de junio, 14:00                    | Puerto Rico                           | 79 - 82                               | Brasil                                  |  |
| Reporte                               |                                       |                                       |                                         |  |
| Parciales: 21-24, 12-24, 27-17, 19-17 | Parciales: 21-24, 12-24, 27-17, 19-17 | Parciales: 21-24, 12-24, 27-17, 19-17 | Polideportivo Vicente Polimeni, Mendoza |  |
| Carmelo Betancourt 24 puntos          | Pts                                   | Leonardo Simoes 26 puntos             | Polideportivo Vicente Polimeni, Mendoza |  |
| Kevin A Ramiu 9 rebotes               | Rebs                                  | Gustavo Scaglia 9 rebotes             | Polideportivo Vicente Polimeni, Mendoza |  |
| Gary Browne 2 asistencias             | Asists                                | Gustavo Scaglia 8 asistencias         | Polideportivo Vicente Polimeni, Mendoza |  |

## Fase final

### Semifinal
| 20 de junio, 18:00                    | Estados Unidos                        | 126 - 78                               | Canadá                                  |  |
| Reporte                               |                                       |                                        |                                         |  |
| Parciales: 35-21, 22-27, 32-10, 37-20 | Parciales: 35-21, 22-27, 32-10, 37-20 | Parciales: 35-21, 22-27, 32-10, 37-20  | Polideportivo Vicente Polimeni, Mendoza |  |
| Adonis Michael Thomas 19 puntos       | Pts                                   | Nikolas Stauskas 21 puntos             | Polideportivo Vicente Polimeni, Mendoza |  |
| Johnny O'Bryant 12 rebotes            | Rebs                                  | Jonathan Alexander-Guillaume 7 rebotes | Polideportivo Vicente Polimeni, Mendoza |  |
| Quinn Cook 5 asistencias              | Asists                                | Duane Notice 4 asistencias             | Polideportivo Vicente Polimeni, Mendoza |  |

| 20 de junio, 20:00                   | Argentina                            | 66 - 58                               | Venezuela                               |  |
| Reporte                              |                                      |                                       |                                         |  |
| Parciales: 21-18, 21-16, 16-12, 8-12 | Parciales: 21-18, 21-16, 16-12, 8-12 | Parciales: 21-18, 21-16, 16-12, 8-12  | Polideportivo Vicente Polimeni, Mendoza |  |
| Tomas Zanzottera 16 puntos           | Pts                                  | Israel de Jesus Blanco 15 puntos      | Polideportivo Vicente Polimeni, Mendoza |  |
| Matias Bortolin 7 rebotes            | Rebs                                 | Michael Alberto Carrera 16 rebotes    | Polideportivo Vicente Polimeni, Mendoza |  |
| Juan Manuel Rossi 2 asistencias      | Asists                               | Michael Alberto Carrera 2 asistencias | Polideportivo Vicente Polimeni, Mendoza |  |

### Partido por el 3 lugar
| 21 de junio, 16:00                      | Canadá                                | 106 - 81                               | Venezuela                               |  |
| Reporte                                 |                                       |                                        |                                         |  |
| Parciales: 23-10, 21-19, 29-23, 33-29   | Parciales: 23-10, 21-19, 29-23, 33-29 | Parciales: 23-10, 21-19, 29-23, 33-29  | Polideportivo Vicente Polimeni, Mendoza |  |
| Kevin Pangos 28 puntos                  | Pts                                   | Israel de Jesus Blanco 17 puntos       | Polideportivo Vicente Polimeni, Mendoza |  |
| Jonathan Alexander-Guillaume 10 rebotes | Rebs                                  | Michael Alberto Carrera 12 asistencias | Polideportivo Vicente Polimeni, Mendoza |  |
| Kevin Pangos 5 asistencias              | Asists                                | Edyn Jose Calatayud 4 asistencias      | Polideportivo Vicente Polimeni, Mendoza |  |

### Final
| 21 de junio, 18:00                    | Argentina                             | 87 - 101                              | Estados Unidos                          |  |
| Reporte                               |                                       |                                       |                                         |  |
| Parciales: 18-25, 18-25, 16-23, 35-28 | Parciales: 18-25, 18-25, 16-23, 35-28 | Parciales: 18-25, 18-25, 16-23, 35-28 | Polideportivo Vicente Polimeni, Mendoza |  |
| Luciano Massarelli 18 puntos          | Pts                                   | Bradley Beal 26 puntos                | Polideportivo Vicente Polimeni, Mendoza |  |
| Matias Bortolin 8 rebotes             | Rebs                                  | James McAdoo 12 rebotes               | Polideportivo Vicente Polimeni, Mendoza |  |
| Juan Manuel Rossi 3 asistencias       | Asists                                | Adonis Michael Thomas 3 asistencias   | Polideportivo Vicente Polimeni, Mendoza |  |

|                                    |
| Bandera de Estados Unidos          |
| Campeón Estados Unidos 1.er título |

## Clasificación
| Posición | Equipo         |
| -------- | -------------- |
| 1        | Estados Unidos |
| 2        | Argentina      |
| 3        | Canadá         |
| 4        | Venezuela      |
| 5        | Brasil         |
| 6        | Puerto Rico    |
| 7        | Bahamas        |
| 8        | México         |

## Clasificados al Campeonato Mundial Sub-17 2010
| Bandera de Argentina | Bandera de Canadá | Bandera de Estados Unidos |
| Argentina            | Canadá            | Estados Unidos            |
| -------------------- | ----------------- | ------------------------- |